# SN 2003jo
SN 2003jo – supernowa typu Ia odkryta 22 października 2003 roku w galaktyce A232524-0926. W momencie odkrycia miała maksymalną jasność 22,80m.